# Позорная звезда
«Позорная звезда» — четвёртый студийный альбом российской рок-группы «Агата Кристи». Выпущен в 1993 году.

## Об альбоме
Альбом вышел после кризиса в музыкальном коллективе, длившегося несколько лет, и ознаменовал новый этап в творчестве группы. После его выхода группа стала одной из самых известных в стране. Его успех повторил и даже превзошёл следующий альбом группы — «Опиум». Визитной карточкой группы стала песня «Как на войне», без исполнения которой не обходился практически ни один концерт. На песни «Как на войне», «Нисхождение» и «Новый год» сняты клипы.

## История издания
Альбом «Позорная звезда» стал первым у группы, изданным на CD. Записанный в 1992 году на «Студии НП», альбом был ремастирован на «Студии 8» в 1993 году и издан на CD на Уральском электронном заводе. Оформление диска включало в себя вкладыш-разворот, пустой внутри. Обложка белого цвета с красными звёздочкой и буквами. Именно этот, так называемый «белый альбом», является оригинальным по звучанию и продолжительности записанных треков.
В 1994 году альбом был снова ремастирован и перевыпущен под знаком «Продюсерский Центр Агата Кристи». Звук отличается от первого варианта и стал впоследствии финальным (хотя и не оригинальным). Диск печатался в Германии на заводе «Sonopress». Издание содержало 12-страничный буклет с текстами всех песен. Кроме того, изменился дизайн обложки: теперь она стала чёрная с серебристым словами и ярко-красным ромбом со звездой. Тексты в буклете написаны фиолетовым цветом.
В 1995 году последовало ещё одно переиздание — фирмы «Extraphone». Диск печатался в Швеции. Звук не изменился, но поменялось в очередной раз оформление, хотя не столь кардинально, как в первый раз. Теперь ромб превратился из красного в розовый, а серебристые буквы стали не такими яркими, как раньше. Буклет уже содержал всего 8 страниц.
В 1997 году на Чешском заводе был напечатан новый тираж в двух вариантах: коллекционном и бюджетном.
В 2008 году, в честь своего 20-летия, группа выпустила полное коллекционное переиздание своих альбомов на компакт-дисках, включая и «Позорную звезду». Был проведён ремастеринг аудиозаписи и редизайн «Студией Артемия Лебедева».
В 2014 году, в честь 25-летия группы, компания «Бомба-мьюзик» выпустила «Полное собрание сочинений», тем самым переиздав ограниченным тиражом всю дискографию группы, включая и этот альбом. Производство дисков велось в Германии. Альбомы были напечатаны на 180-граммовом виниле чёрного цвета.
Существует видеоверсия альбома, включающая песню «Прощальное письмо» группы Nautilus Pompilius. Песня «Молитва» в этой видеоверсии отсутствует, а фрагмент песни «Джиги-дзаги» звучит фоном в заключительных титрах.

## Список композиций
| Трек | Название        | Длительность | Музыка                   | Текст                    |
| ---- | --------------- | ------------ | ------------------------ | ------------------------ |
| 1    | Айлавью         | 4:16         | Глеб Самойлов            | Г. Самойлов              |
| 2    | Нисхождение     | 4:38         | Александр Козлов         | Г. Самойлов              |
| 3    | Сирота          | 4:19         | Вадим Самойлов           | В. Самойлов, Г. Самойлов |
| 4    | Новый год       | 3:11         | Г. Самойлов              | Г. Самойлов              |
| 5    | Истерика        | 3:00         | А. Козлов, В. Самойлов   | Г. Самойлов              |
| 6    | Вольно!         | 4:38         | А. Козлов                | Г. Самойлов              |
| 7    | Как на войне    | 4:04         | Г. Самойлов              | Г. Самойлов              |
| 8    | Молитва         | 3:49         | Г. Самойлов              | Г. Самойлов              |
| 9    | Джиги-дзаги     | 3:37         | В. Самойлов              | Г. Самойлов, В. Самойлов |
| 10   | Позорная звезда | 3:34         | Г. Самойлов, В. Самойлов | Г. Самойлов              |
| 11   | Я буду там      | 4:03         | Г. Самойлов              | Г. Самойлов              |

### Бонусы переиздания 2008 года
| Трек | Название                                                                     | Длительность |
| ---- | ---------------------------------------------------------------------------- | ------------ |
| 1    | Как на войне (live@ГЦКЗ «Россия», Москва, 12.02.1995, режиссёр В. Конисевич) | 5:27         |
| 2    | Нисхождение (Видеоклип, режиссёр И. Песоцкий)                                | 4:35         |
| 3    | Новый год (Видеоклип, режиссёр Ю. Морозов)                                   | 3:17         |

## Песни

### «Нисхождение»
Комментарий Вадима Самойлова: «Песня из альбома „Позорная звезда“. Автором музыки к этой песне был Саша Козлов. Можно сказать, что у меня с Сашей Козловым более длительные творческие отношения, чем с Глебом. Потому что Глеб тогда был школьником, а Саша уже играл у меня в группе несколько лет. Даже в доагатовском проекте там были уже его мелодии с текстами, и, собственно, традиция продолжилась и в „Агате Кристи“. Специфичность Сашиных мелодий была в том, что он по вкусу был человек весьма попсовый. То есть он любил попсовую музыку, электронную музыку, и поэтому все его мелодии значительно отличались от того, что мы с братом предлагали, как будто бы совсем выпадали стилистически. Знаете, была такая группа Santa Esmeralda — это знойное латино, такое диско с дудками? ну прямо хоть на гей-параде исполнять. Вот песня „Нисхождение“ была изначально в таком варианте в демоверсии, а потом мы с Глебом на нее набросились, начали перековеркивать и получилось совсем не латино, а вполне себе инди-хит рядом с New Order или чем-то наподобие того. Кстати, это происходило почти со всеми Сашиными песнями, потому что ну сложно ему творчески жилось среди братьев Самойловых».

### «Новый год»
Первоначально песня называлась «Санитары». Со слов Глеба Самойлова, песня «Новый год» родилась из двух песен, причём припев был взят из музыки к «Айлавью». Соединить посоветовал Вадим Самойлов. Кроме того, Вадим заставил Глеба внести в текст несколько правок: «Пер-Ноэль» вместо «неромантичного» «Деда Мороза» и «Нас завтра подберут или не найдут совсем» вместо вульгарного, по его мнению, «Нас завтра подберут или не найдут ваще».

### «Истерика»
Песня была изначально записана для альбома «Декаданс», но включена в него не была и появилась только на этом. Она звучит в фильмах Алексея Балабанова «Кочегар» и «Жмурки», а также в начальных титрах мультфильма «Весёлые картинки. Фантазия в стиле ретро».

### «Как на войне»
Глеб Самойлов долго не делился песней с группой, приберегая её для своего сольного творчества, и принёс её в студию только, когда понял, что готовящийся альбом требует от музыкантов полного вложения сил. После первого же прослушивания Александр Козлов определил песню как главный потенциальный хит альбома.
На песню «Как на войне» был снят клип, в котором, однако, не было ни одного крупного плана солиста — Глеба Самойлова, у которого перед самыми съёмками случился флюс. Съёмка проходила в «Комнате Амеса». Для клипа был построен необычный павильон: комната для съёмок имела форму трапеции, обращённую к зрителям малой стороной, что приводило к неожиданным пространственным эффектам. В переиздание альбома, однако, вошло концертное видео «Как на войне», а не видеоклип.

### «Я буду там»
Песней «Я буду там» «Агата Кристи» на протяжении многих лет заканчивала свои концерты. Она также звучит в заключительной сцене фильма Сергея Бодрова «Сёстры». Музыку песни «Я буду там» использовала группа D.A.R.K. в заключительной песне «Loosen the Noose» на своём дебютном альбоме Science Agrees, вышедшем в 2016 году (Глеб Самойлов указан как соавтор песни).
Глеб Самойлов рассказывает об истории создании песни:

«Я буду там» — это классический случай. Заканчивалось уже время в студии, и где-то в последний день я родил песню дома, даже не понял — хорошая она или плохая. На следующее утро принес её в студию, забил какие-то демонстрационные гитары, барабаны, и вживую, просто так сходу, сыграл и спел её Вадику и Саше. Но никто ничего не сказал почему-то. Вышли курить… Я думаю, ну, всё, провал. И тут Саша говорит: «Может эту песню последней поставим», а я говорю: «Да, конечно». Так песня и родилась. — Из интервью Вадима и Глеба Самойловых на "Нашем радио" в передаче "Летопись", 18.05.2003

Вадим: И в конце этой песни звучит звук тарелки, которую мы нашли специально и которой больше нет в альбоме. Она — кастрюля такая здоровая…
Глеб: В начале мы хотели гонг, но его почему-то не оказалось в библиотеке студии.
Вадим: "Да, а то бы было «Что? Где? Когда?»— 

## Участники записи
- Вадим Самойлов — вокал, гитары, клавишные
- Глеб Самойлов — вокал, бас-гитара, доп.электрогитара, акустика, клавишные
- Александр Козлов — клавишные

## Технический персонал
- Звукорежиссёр — В. Самойлов
- Звукоинженер — А. Кузнецов
- Запись и микс — «Студия НП», г. Екатеринбург 1992 г.
- Графический дизайн — Ильдар Зиганшин
- Альбом был ремастирован на Студий 8 в 1993 году в городе Екатеринбург
- Ремастеринг — Sunny Swan, 2007 г.
- Дизайн — «Студия Артемия Лебедева», 2007 г.